# オクタナール
オクタナール（英: Octanal）は、化学式C8H16Oで表される鎖状有機化合物。アルデヒドの一種で、オクチルアルデヒドやカプリルアルデヒドとも呼ばれる。無色ないし淡黄色の、可燃性の液体で、果実の香りを持つ。

## 合成
1-ヘプテンのヒドロホルミル化、または1-オクタノールの酸化により得られる。

## 用途
塗料やワニス、香水や食品用香料の原料として用いられる。

## 安全性
眼や皮膚、呼吸器に対する刺激性がある。消防法に定める第4類危険物 第2石油類に該当する。

## 参考資料
- Silberberg, 2006, Principles of Chemistry
- http://www.intota.com/multisearch.asp?strSearchType=all&strQuery=1-octanal